# Reviczky Szevér
Revisnyei Reviczky Szevér (Nagyvárad, 1840 – Pest, 1864. szeptember 24.) író, újságíró.

## Életrajza
Reviczky László bihar vármegyei táblabíró fia, a Reviczky család tagja. Középiskolai és felsőfokú jogi tanulmányait Nagyváradon végezte. 1860-ban Bihar vármegye aljegyzőjévé és esküdtjévé választották, azonban 1861-ben ezen állásairól a megváltozott politikai viszonyok folytán lemondott és Pestre utazott jogi tanulmányait folytatni, amelyet 1863-ban fejezett be.

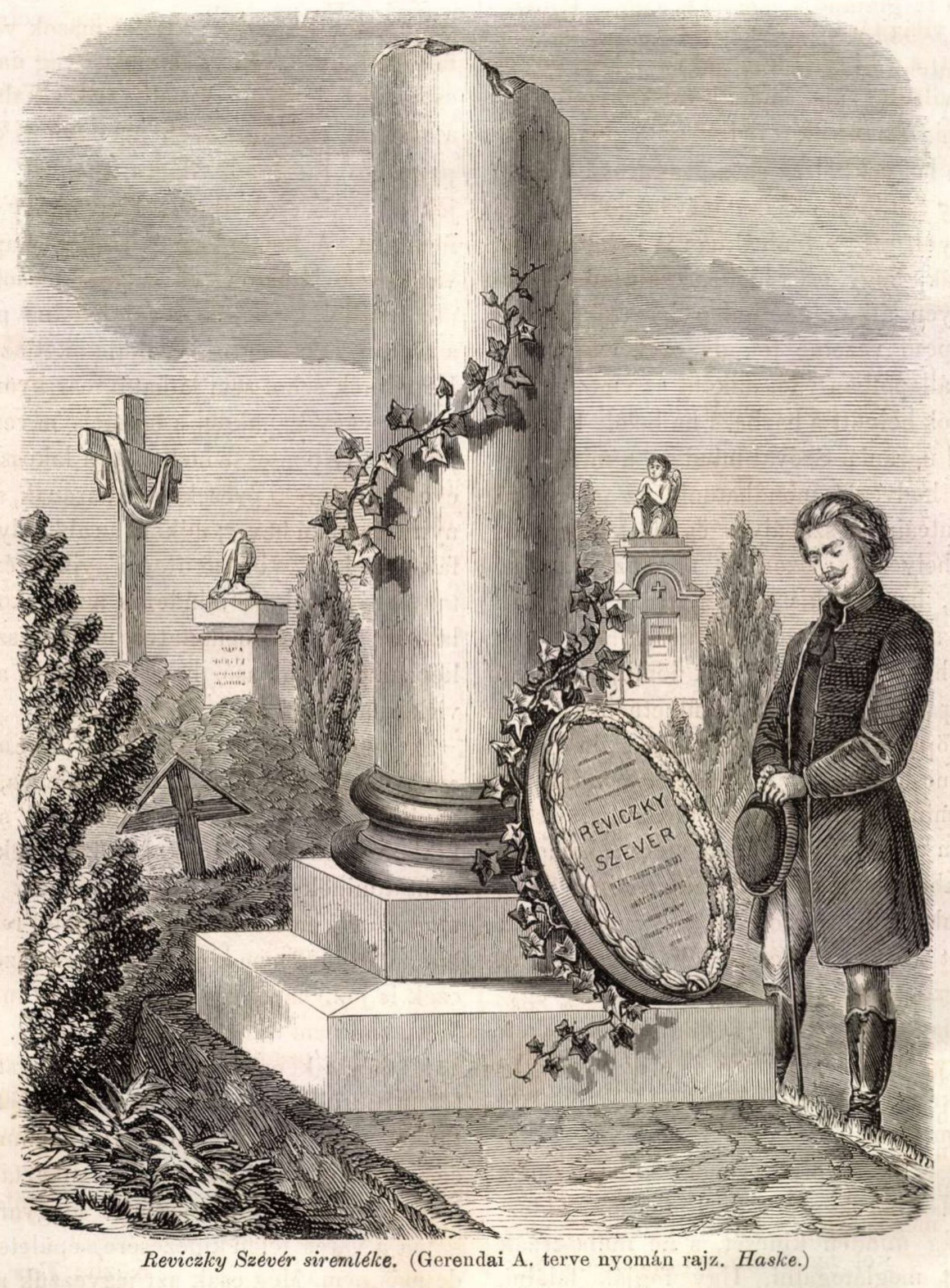
Eredeti sírja a Kerepesi temetőben, Gerenday Antal terve, 1865

Irodalmi működését a Hölgyfutárban megjelent kritikai cikkeivel kezdte meg. Számos közgazdasági és kritikai cikket és könyvismertetést tett közzé, különösen a kortárs külföldi írók műveit és életét elemezte. Írt a Pesti Napló, Budapesti Hírlap, Szépirodalmi Figyelő, Ország Tükre és Koszorú című lapokba.
1864-ben, mindössze 24 évesen egy pisztolypárbajban vesztette életét. Ezt a tényt Balogh Ferenc a Debreceni Református Kollégium egyház- és dogmatörténet professzora is feljegyezte naplójába peregrinusként, akinek diáktársa volt még nagyváradi éveiben. Balogh ki is fakadt a párbaj értelmetlen világa ellen: "az a nyomorult párbajszenvedély minden undorát kiérdemli fajunknak... s mégis uralg... e középkori rút szörnyeteg".
A Kerepesi temetőben nagy részvét mellett, az egyetemi ifjúság kíséretében búcsúztatták, országos gyűjtésből emelt sírjára az alábbi feliratot írták:
- Mindent, mi szép volt, forrón szeretett:
- Hazát, barátságot, becsületet.
- Szerette mindezt, túllángolva, hőn,
- S az egyikének áldozatja lőn.

## Irodalmi tevékenysége
- Az újabb német költők (Saint-René Taillandier művének ismertetése) Budapesti Szemle, 1859. 6. kötet, 18–19. szám, 231−237. oldal
- Anuska. Meg nem nevezett orosz szerző elbeszélése, fordítás. Nefelejts, 1859. 6−10. számában
- Egy olasz költő szenvedései. (Giacomo Leopardiról), Szépirodalmi Figyelő, 1862. február−áprilisi számaiban, folytatásokban
- Mű- s életrajztöredékek egy költőnő életéből. (Marceline Desbordes-Valmore, /1786–1859/ életéről). Hölgyfutár, 1862. januári 1–4. számaiban, folytatásokban.
- Oroszország jelen belviszonyai. Mazade után. Budapesti Szemle. 1862. 14. kötet, 46. és 47. szám, 420−436. oldal
- Ő fordította le először magyarra Huszár Imrével Victor Hugo Nyomorultak című regényét (Pest, 1862).
- 1863. Zilahy Károllyal szerkesztette az Alföldiek segélyalbuma (Pest 1864) c. művet.
- 1864. Anyagi érdekeink címmel közgazdasági lapot alapított, mely azonban halála miatt csakhamar megszűnt.